# جوناثان سيسما غونزاليز
جوناثان سيسما غونزاليز (بالإسبانية: Jonathan Sesma) (مواليد 14 نوفمبر 1978 في لاس بالماس دي جران كناريا - إسبانيا) لاعب كرة قدم إسباني يلعب حاليا لصالح نادي الدرجة الأولى ريال بلد الوليد الإسباني منذ 2007 في مركز الجناح الأيسر كما يجيد اللعب في مركز الوسط المهاجم .

## روابط خارجية
- جوناثان سيسما غونزاليز على موقع قاعدة بيانات كرة القدم.إي يو (الإنجليزية)
- جوناثان سيسما غونزاليز على موقع Soccerway.com (الإنجليزية)
- جوناثان سيسما غونزاليز على موقع عالم كرة القدم.نت (الإنجليزية)